# Vladimirivanovita
La vladimirivanovita és un mineral de la classe dels silicats que pertany al grup de la sodalita. Va ser anomenada en honor del mineralogista i geoquímic rus Vladimir Georgievitx Ivanov (1947-2002).

## Característiques
La vladimirivanovita és un tectosilicat de fórmula química Na₆Ca₂[Al₆Si₆O24](SO₄,S₃,S₂,Cl)₂·H₂O. Cristal·litza en el sistema ortoròmbic. La seva duresa a l'escala de Mohs és de 5 a 5,5.

## Formació i jaciments
La vladimirivanovita va ser descoberta a partir de mostres trobades en dos indrets: el dipòsit de latzurita Tultui, a l'àrea del llac Baikal (óblast d'Irkutsk, Rússia) i el dipòsit Lyadzhvardara, al Pamir (Gorno-Badakhxan, Tadjikistan).